# إيحدادن
جماعة إحدادن (بالأمازيغية الريفية: ⵉⵃⴷⴷⴰⴷⵏ) جماعة قروية مغربية، تابعة لفخذ آيت شيكر أحد أفخاذ قبيلة قلعية الريفية الأمازيغية، بإقليم الناظور. تحد شمالا بالجماعة الحضرية بني انصار وجماعة فرخانة وجماعة بني شيكر، أما من الشرق فتحد بمدينة الناظور، وغربا تحد بمدينة أزغنغان، ومن الناحية الجنوبية تحد بجماعة بوعرك. مركز الجماعة هو مركز إحدادن. ويبلغ عدد سكان الجماعة 26.582 نسمة حسب إحصاء سنة 2004. منهم 1.102 في الوسط القروي و25.480 في مركز إحدادن.

## التقسيم الإداري
من بين القرى والدواوير المكونة لجماعة إحدادن نجد:

مركز إحدادن، عريض، إحزامن، إمسعوذن، اولاد بوطيب.